# Karl Erdmann von Reitzenstein
Karl Erdmann von Reitzenstein (* 10. Juli 1722 in Hohenberg an der Eger; † 16. Februar 1789 in Glötzin) war ein preußischer Generalmajor. Er trat während des Siebenjährigen Krieges erfolgreich als Reiterführer hervor.

## Leben
Karl Erdmann von Reitzenstein war ein Sohn von Kaspar Erdmann von Reitzenstein, Erbherr auf Hohenberg und dessen Frau Amalie Charlotte, geborene von Beust. Er begann seine militärische Laufbahn 1742 in der kursächsischen Armee als Kornett im Kürassierregiment „von Maffey“, das 1744 und 1745 im Zweiten Schlesischen Krieg gegen Preußen zum Einsatz kam. Am 10. Juli 1745 zum Leutnant befördert, nahm er am 8. Februar 1746 seinen Abschied.
Empfohlen vom Markgrafen Friedrich III. von Bayreuth trat Reitzenstein am 23. Juli 1746 in das Husaren-Regiment „von Zieten“ der preußischen Armee ein.
Der Siebenjährige Krieg gab ihm seit 1756 Gelegenheit, zum guten Ruf des Husaren-Regiments unter Hans Joachim von Zieten beizutragen. Reitzenstein kämpfte in den Schlachten bei Prag, Kolin und Torgau. Besonders wegen seiner Erfolge im Kleinen Krieg stieg Reitzenstein 1757 zum Stabsrittmeister, 1758 zum Rittmeister und 1759 zum Major auf. Er machte durch eine Reihe erfolgreicher Operationen auf sich aufmerksam. Im Mai 1759 kämpfte er an der polnischen Grenze im Raum Polnisch-Wartenberg, Pietschen und Creutzburg gegen die Russen. Im September 1759 wurde er in das Lausitzer Gebirge verlegt. Er überfiel österreichische Provianttransporte und drang bis nach Gabel vor. Im Mai 1760 kämpfte er dort gegen die Husaren unter Laudon. Bemerkenswert war der Überfall auf Liebau am 14. Mai 1760. Im gleichen Jahr versetzte ihn Friedrich in das Dragoner-Regiment „von Finckenstein“, ernannte ihn wegen seiner „hervorragenden Dienste“ zum Kommandanten und beförderte ihn im Dezember zum Oberstleutnant. Am 15. August 1761 griff Reitzenstein im Gefecht bei Wahlstatt mit seinem Regiment erfolgreich 40 österreichische Schwadronen an, die sich überraschend auf den König zubewegten. Dieser dekorierte ihn daraufhin mit dem Orden Pour le Mérite. Bei dem Reiterscharmützel bei Neumarkt konnte er sich am 14. Juni 1762 erneut auszeichnen. Im Juli 1762 wurde er dem Generalleutnant Graf zu Neuwied unterstellt, der ihn vor allem als Aufklärer nutzte. Der Siebenjährige Krieg war schon in den letzten Zügen, als er Anfang Juli 1763 über die Elbe in das nordöstliche Böhmen bis zur Aupa vordringen konnte.
Nach dem Ende des Krieges befördert ihn Friedrich im September 1764 zum Oberst und verlieh ihm am 22. Oktober 1766 die Stelle des Amtshauptmanns zu Tapiau und machte ihn in Anerkennung seiner Verdienste am 9. Juli 1769 zum Chef des Dragoner-Regiments „Prinz Eugen von Württemberg“ in Treptow an der Rega und im September zum Generalmajor, auch erhielt er im Oktober 1770 die Stelle eines Domherren am Dom zu Xanten. In der Folgezeit erfuhr der König mehrfach von Reitzensteins Trunksucht und von Nachlässigkeiten im Dienst und anderen Unregelmäßigkeiten. Als sich trotz seiner Ermahnungen die Meldungen häuften, beauftragte er im März 1777 den General Lölhöffel mit einer Überprüfung von Reitzensteins Dienstverhalten. Das Resultat war am 16. April 1777 ein Verfahren vor einem Kriegsgericht, dem unter dem Vorsitz von Zieten die Generäle Ramin, Wedel, Prittwitz und Rentzell angehörten. Es verurteilte Reitzenstein zu drei Monaten Festungshaft, die er in Stettin absaß.
Reitzenstein führte zwar sein Regiment noch im Feldzug von 1778/1779, nahm aber unmittelbar nach dem Kriegsende im Juni 1779 seinen Abschied. Mit einer Pension versehen lebte er fortan auf seinem Gut in Glötzin. Die Pfarre des Gutes lag in Klein-Reichow und der dortige Pfarrer war der einzige Mensch in seiner Umgebung, den Reitzenstein respektierte. Das Kirchenbuch überlieferte mehrere unstandesgemäße Taten Reitzensteins. Begraben ließ er sich in der Kirche von Klein-Reichow. Das Grab Reitzensteins fiel im 19. Jahrhundert dem Neubau der Kirche zum Opfer.

## Familie
Seine erste Ehefrau war Leopoldine von Reitzenstein. 1779 heiratete er Dorothea Sophie Auguste von Podewils (1761–1785), Tochter des preußischen Generalmajors Friedrich Wilhelm von Podewils. 1780 kaufte er das Gut Glötzin von seiner Schwiegermutter. Das Paar wurde 1781 geschieden. Sie heiratete daraufhin den späteren preußischen Generalmajor Karl Ernst August von der Groeben (1750–1809). In dritter Ehe heiratete Reitzenstein 1783 Klara Sophie von Kameke.